# Plumbata

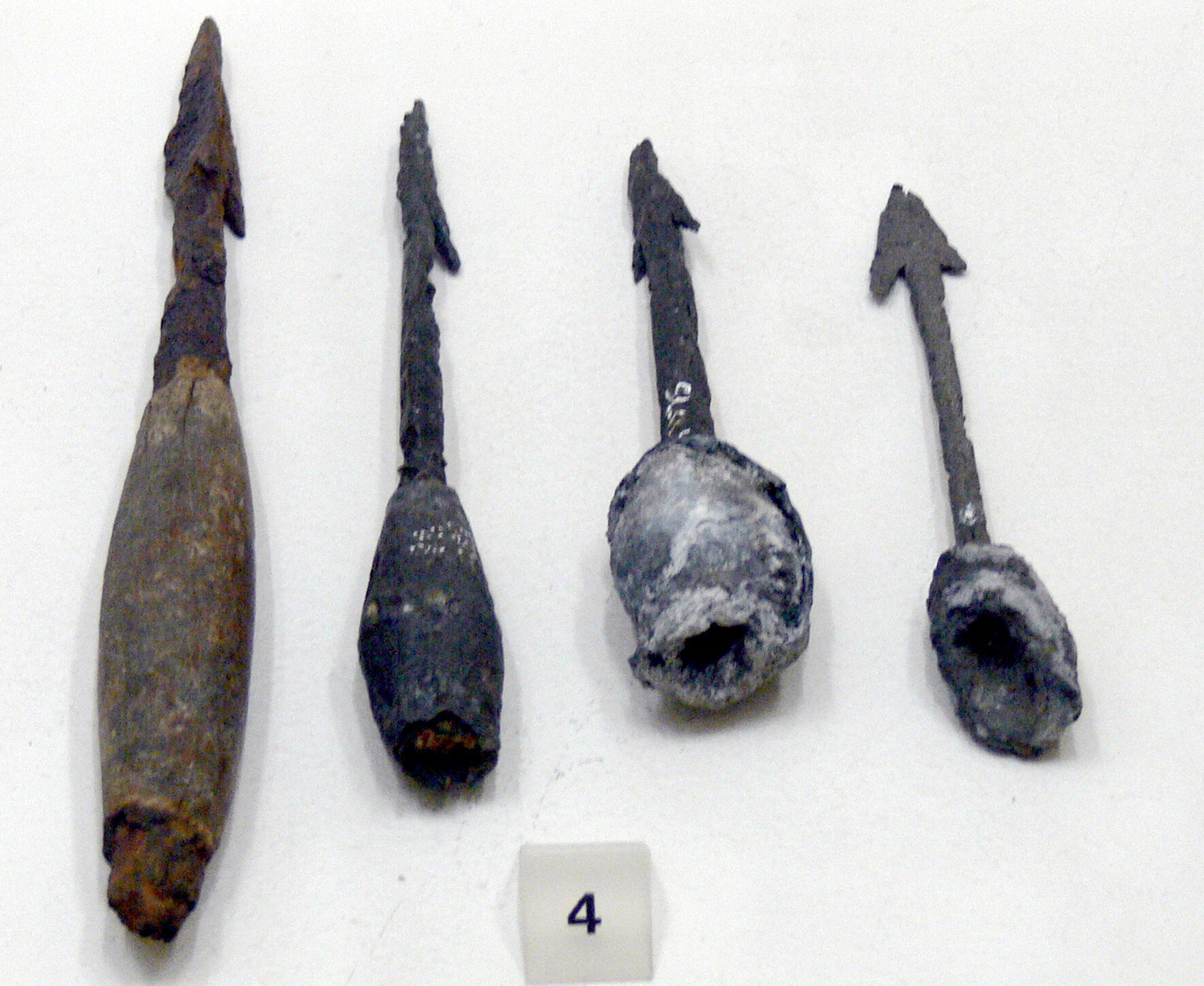
Delle plumbatae del IV/V secolo, rinvenute vicino Enns, Austria

La plumbata (plurale: plumbatae; dal latino plumbum, "piombo", col significato di "[dardo] con peso in piombo"), o anche martiobarbulum (plurale: martiobarbuli; dal latino Martio-barbuli, "barbette di Marte"), era un tipo di dardo con la punta di metallo appesantita col piombo, utilizzati dai fanti nell'Antichità e nel Medioevo.
Il loro impiego si diffuse nell'esercito romano del tardo impero. Vegezio, nella sua Epitome rei militaris (i.17), li chiama martiobarbuli e afferma che si portavano in numero di cinque fissate nella parte interna dello scudo; consiglia di addestrarne all'uso le truppe, ricordando come due legioni illiriche erano così efficaci nel loro uso che gli imperatori Diocleziano e Massimiano le preferivano tra le altre legioni (si trattava degli Ioviani e degli Herculiani).
Un'altra opera a trattare di plumbatae è il De rebus bellicis, un trattato militare anonimo del IV secolo che descrive questa arma, fornendone una immagine che è l'unica risalente all'Antichità: si tratta di una freccia con un peso attaccato al corpo del dardo, una struttura confermata dai ritrovamenti archeologici. Sempre il De rebus bellicis descrive anche la plumbata tribolata, una plumbata con delle punte, di cui non si hanno altre notizie, né letterarie né archeologiche.
La terza fonte antica è lo Strategikon, un manuale di guerra redatto nel VI secolo dall'imperatore romano d'Oriente Maurizio, in cui si parla del martzobarboulon, una forma corrotta del latino martiobarbulum.

## Bibliografia

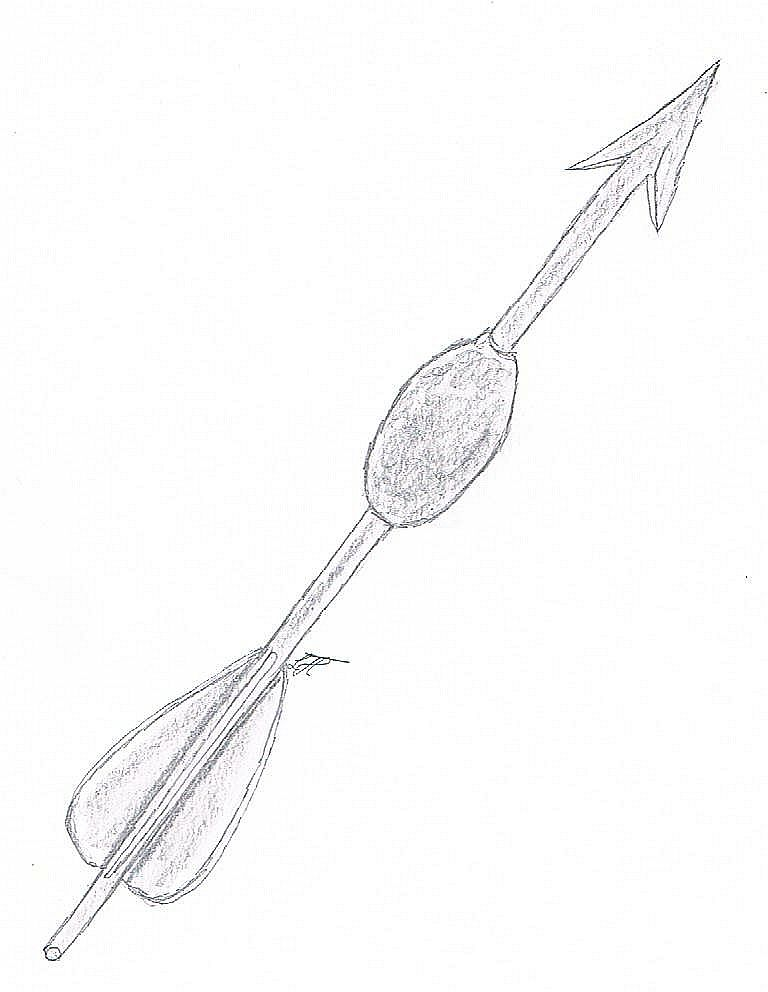
ricostruzione di una plumbata con impennaggio